# Marquez Callaway
Marquez Antonio Callaway (Warner Robins, 27 marzo 1998) è un giocatore di football americano statunitense che milita nel ruolo di wide receiver per i Las Vegas Raiders della National Football League (NFL). Al college ha giocato per l'Università del Tennessee.

## Carriera universitaria
Callaway, originario di Warner Robins in Georgia, cominciò a giocare a football nella locale Warner Robins High School. Valutato come un prospetto medio-alto (quattro stelle su cinque) per il college football, Callaway ricevette offerte da diversi college di primo piano come Alabama, Florida, Georgia, Michigan State e Notre Dame scegliendo di andare a giocare per l'Università del Tennessee con i Volunteers impegnati nella Southeastern Conference (SEC) della Divisione I della Football Bowl Subdivision (FBS) della NCAA.
Callaway giocò per Tennessee dal 2016 al 2019 collezionando complessivamente 92 ricezioni per 1.646 yard e 13 touchdown in 42 presenze.
Statistiche al college
| Stagione | Stagione  | Stagione   | Stagione   | Stagione | Stagione | Ricezioni | Ricezioni | Ricezioni | Ricezioni | Ricezioni |
| Anno     | Squadra   | Campionato | Conference | P        | PT       | Ric       | Yard      | Media     | Max       | TD        |
| -------- | --------- | ---------- | ---------- | -------- | -------- | --------- | --------- | --------- | --------- | --------- |
| 2016     | Tennessee | FBS Div. I | SEC        | 6        | 0        | 1         | 13        | 13,0      | 13        | 0         |
| 2017     | Tennessee | FBS Div. I | SEC        | 11       | 10       | 24        | 406       | 16,9      | 50        | 5         |
| 2018     | Tennessee | FBS Div. I | SEC        | 12       | 12       | 37        | 592       | 16,0      | 51        | 2         |
| 2019     | Tennessee | FBS Div. I | SEC        | 13       | 13       | 30        | 635       | 21,2      | 73        | 6         |
| Totale   | Totale    | Totale     | Totale     | 42       | 35       | 92        | 1.646     | 17,9      | 73        | 13        |

Fonte: Football Database

## Carriera professionistica

### New Orleans Saints
Callaway non fu selezionato nel corso del Draft NFL 2020 e il 27 aprile 2020 firmò da undrafted free agent con i New Orleans Saints un accordo triennale da 2,3 milioni di dollari.
Debuttò da professionista il 21 settembre 2020 nella gara di settimana 2, la sconfitta 24-34 subita contro i Las Vegas Raiders, giocando sia in attacco che nello special team. Nella gara di settimana 4, la vittoria 35-29 sui Detroit Lions, fece la sua prima ricezione in carriera. Nella gara successiva, contro i Los Angeles Charges fece quattro ricezioni per 34 yard. Il 25 ottobre 2020, nella gara contro i Carolina Panthers, Callaway ricevette il 7.000º passaggio completato in carriera di Drew Brees, terminando la gara con otto ricezioni per 75 yard, il migliore della sua squadra. Il 5 dicembre 2020 fu spostato nella lista riserve/infortunati per poi essere riattivato il 24 dicembre 2020. Terminò la sua stagione da rookie con 11 presenze, di cui tre come titolare, con 21 ricezioni per 213 yard e nessun touchdown.
La stagione successiva, quella 2021, Callaway ebbe maggior spazio in squadra. Nella gara di settimana 3, la vittoria 28-13 sui New England Patriots, Callaway segnò il suo primo touchdown da professionista su passaggio di 7 yard di Jameis Winston. Nella gara di settimana 5, la vittoria 33-22 sul Washington Football Team, Callaway segnò due touchdown. Nella gara di settimana 15, la vittoria 9-0 sui Tampa Bay Buccaneers, Callaway fece sei ricezioni per 112 yard. Concluse la sua seconda stagione da professionista giocando in tutte le 17 partite stagionali, di cui 11 come titolare, facendo 46 ricezioni per 698 yard e sei touchdown.
Nella stagione 2022 Callaway ebbe prestazioni meno importanti, giocando in 14 partite, di cui 3 da titolare, con 16 ricezioni per 158 yard e un touchdown. Il 15 marzo 2023 i Saints annunciarono di non rinnovare il contratto a Callaway che così divenne free agent.

### Denver Broncos
Il 24 marzo 2023 Callaway firmò con i Denver Broncos. Al termine della fase di preparazione alla nuova stagione, non rientrò nel roster attivo dei Broncos e il 29 agosto 2023 fu svincolato.

### Las Vegas Raiders
Il 31 agosto 2023 Callaway firmò per la squadra di allenamento dei Las Vegas Raiders. Fu svincolato il 10 ottobre.

### New Orleans Saints (2º periodo)
Il 21 novembre 2023 Callaway tornó con i Saints firmando per la squadra di allenamento. Callaway fu elevato nel roster attivo per le partite di settimana 13 contro i Detroit Lions e di settimana 14 contro i Carolina Panthers, per poi essere riportato in squadra di allenamento il giorno dopo la gara.
Chiuse l'annata con tre presenze. 
I Saints non fecero firmare Callaway da riserva/contratto futuro e così a fine stagione divenne free agent.

### Pittsburgh Steelers
Il 17 gennaio 2024 Callaway firmò da riserva/contratto futuro con i Pittsburgh Steelers. Il 30 luglio 2024 fu svincolato.

### New Orleans Saints (3º periodo)
Il. 1º agosto 2024 Callaway firmò per la terza volta in carriera con i New Orleans Saints. L'11 agosto 2024 fu svincolato.

### Tampa Bay Buccaneers
Il 16 ottobre 2024 Callaway firmò con la squadra di allenamento dei  Tampa Bay Buccaneers. In stagione fu elevato nel roster attivo per due gare.
Il 14 gennaio 2025 firmò da riserva/contratto futuro. Il 19 aprile 2025 Callaway fu svincolato dai Buccaneers.

### San Francisco 49ers
Il 31 luglio 2025 Callaway firmò con i San Francisco 49ers. Tre giorni dopo fu svincolato.

### Las Vegas Raiders (2º periodo)
L'11 agosto 2025 firmò con i Raiders.

## Statistiche

### Stagione regolare
| Stagione | Stagione | Stagione | Stagione | Ricezioni | Ricezioni | Ricezioni | Ricezioni | Ricezioni |
| Anno     | Squadra  | P        | PT       | Ricezioni | Ricezioni | Ricezioni | Ricezioni | Ricezioni |
| Anno     | Squadra  | P        | PT       | Ric       | Yard      | Media     | Max       | TD        |
| -------- | -------- | -------- | -------- | --------- | --------- | --------- | --------- | --------- |
| 2020     | NO       | 11       | 3        | 21        | 213       | 10,1      | 27        | 0         |
| 2021     | NO       | 17       | 11       | 46        | 698       | 15,2      | 58        | 6         |
| 2022     | NO       | 14       | 3        | 16        | 158       | 9,9       | 33        | 1         |
| 2023     | NO       | 3        | 0        | 0         | 0         | 0,0       | 0         | 0         |
| 2024     | TB       | 2        | 0        | 0         | 0         | 0,0       | 0         | 0         |
| Totale   | Totale   | 47       | 17       | 83        | 1.069     | 12,9      | 58        | 7         |

Fonte: Football Database